# Kiton
Kiton è una casa di moda italiana fondata da Ciro Paone nel 1968 ad Arzano (NA)., con l'appoggio, fin dall'inizio dell'industriale biellese Carlo Barbera. 
L'azienda, attiva nel settore del lusso, è conosciuta per il suo servizio Bespoke, che offre abiti su misura tagliati ed imbastiti a mano e per le sue collezioni sartoriali ready-to-wear maschili e femminili.
Si distingue per il suo approccio all'alta sartoria moderna unita all'artigianalità manuale, sintetizzata nello slogan “Il meglio del meglio più uno”, ideato dal suo fondatore per esprimere la sua dedizione alla tradizione sartoriale.
Dispone di cinque stabilimenti produttivi situati ad Arzano (per la produzione principale), Caserta (per l'abbigliamento sportivo), Parma (per gli indumenti esterni), Fidenza (per la maglieria) e Biella (per i tessuti).

## Storia
La Kiton il cui nome deriva da "chitone", la tunica cerimoniale che gli antichi Greci indossavano per pregare gli Dei dell'Olimpo, è stata fondata nel 1968 ad Arzano, comune della città metropolitana di Napoli da Ciro Paone. È specializzata nella produzione di abiti completi da uomo e cravatte di alta moda., con l'appoggio, già dall'inizio dell'industriale laniero Carlo Barbera di Biella. 
Nel 1995, Kiton ha introdotto una linea di abbigliamento femminile, ideata da Maria Giovanna Paone, figlia di Ciro e attuale presidente e amministratore delegato dell'azienda, insieme al cugino Totò De Matteis.
Nel 1998 l'azienda si aggiudica una collezione di abiti del Duca di Windsor ad una asta di Sotheby's, che è stata messa in esposizione a Firenze durante Pitti Uomo; mentre l'anno successivo Carlo Azeglio Ciampi ha nominato Ciro Paone cavaliere del lavoro.
A partire dal 2000, Kiton ha ampliato la sua offerta includendo abbigliamento sportivo, calzature, profumi ed accessori.
Nel 2004, è stato aperto uno showroom del valore di 40 milioni di dollari a New York, a cui ne è seguito un altro a Londra, altri dieci negozi in Giappone, in Russia, in Messico, in Siria, in Azerbaigian e in Israele.
Nel 2009, Kiton ha fatto un passo significativo nell'ambito della produzione tessile acquisendo il lanificio Carlo Barbera di Biella, noto per la sua lunga tradizione nella creazione di tessuti di lana di alta qualità. Questa acquisizione ha rafforzato la posizione di Kiton nel settore dell'alta sartoria e permesso all'azienda di controllare la fase di creazione dei tessuti.
Nel 2013, Kiton ha acquistato Palazzo Ferré, precedentemente sede del marchio dello stilista Gianfranco Ferré, trasformandolo nella sua sede milanese. Nello stesso anno, ha avviato le sue operazioni di vendita al dettaglio in India.
Nel 2015, Kiton ha inaugurato un negozio a Mosca, a San Francisco e lanciato una collezione di occhiali presso il suo flagship store di Parigi. Tre anni dopo, nel 2018, presso il suo flagship store di New York, ha presentato la sua prima collezione athleisure, denominata KNT. Sempre nel 2018, Sergio Mattarella, Presidente della Repubblica Italiana, ha conferito a Kiton il Premio Leonardo Qualità Italia.
Ciro Paone, fondatore di Kiton, si è spento nella sua abitazione a Napoli il 27 ottobre 2021 all'età di 88 anni.
Nel 2022, è stata avviata una collaborazione con Beatrice Venezi. A luglio 2023, l'azienda ha assunto l'incarico di confezionare gli abiti per gli eventi formali dei calciatori e della squadra del club londinese Tottenham Hotspur F.C. e ha inaugurato un flagship store di 350 metri quadrati nella prestigiosa via della moda Cheongdam-dong a Seul.

## Scuola di Alta Sartoria
Nel 2000, Kiton ha fondato la Scuola di Alta Sartoria come parte di un progetto formativo volto a formare le nuove generazioni di sarti. Il corso è stato ideato con due obiettivi principali: preparare i giovani all'ingresso nel mondo del lavoro e assicurare un costante aggiornamento della manodopera.
La maggior parte degli iscritti sono napoletani, ma la scuola accoglie anche candidature da parte di studenti internazionali. Circa l'80% di loro, una volta terminato il corso, trova occupazione sia presso Kiton che in altre realtà aziendali.
L'istituto propone un percorso formativo triennale destinato ai giovani tra i 16 e i 21 anni. Durante i primi due anni, guidati dagli istruttori interni, gli studenti si focalizzano principalmente sulla realizzazione di giacche. Arrivati al terzo anno, possono specializzarsi scegliendo di approfondire una determinata fase del processo produttivo sartoriale.

## Produzione
Kiton controlla interamente la propria filiera produttiva, articolata in cinque stabilimenti di proprietà:
- ad Arzano si produce il capospalla, le camicie, le cravatte, le calzature e la piccola pelletteria;
- a Collecchio si produce la giubbotteria;
- a Fidenza si realizza la maglieria;
- a Marcianise si realizzano i jeans;
- a Biella – presso il proprio lanificio – si lavorano e si creano i tessuti.[6][12]

Da sempre Kiton produce i propri abiti rigorosamente a mano. Per tale ragione la compagnia produce soltanto 18.000 abiti ogni anno, che normalmente hanno un costo variabile dai 5000 ai 15000 dollari, ed ognuno è realizzato da almeno 45 sarti. Il più celebre modello di Kiton è senz'altro il K-50, che richiede circa 50 ore di produzione ed il cui costo supera i 50 000 dollari.
Particolarmente importanti sono considerate anche le cravatte, realizzate secondo le antiche tradizioni dei cravattai napoletani.
Al termine del 2022, Kiton conta circa 850 dipendenti e commercializza i suoi prodotti in 73 paesi, vantando oltre 60 negozi monomarca e 300 punti vendita all'ingrosso a livello mondiale.